# 阮仲合
阮仲合（越南语：／；1834年—1902年），原名阮瑄（越南语：／），字仲合（越南语：／），以字行，號金江（越南语：／），別號桂坪（越南语：／），越南阮朝官員、儒學學者。

## 生平
阮仲合是河內省常信府青池縣姜亭總金縷社（今屬河內市黃梅郡大金坊金縷村）人，明命十五年（1834年）出生。年少時父親阮居去世，他刻苦讀書。嗣德十一年（1858年），考中舉人。他是進士阮文理的學生，因會試分數任從善公府修書。嗣德十八年（1865年），考中進士。授集賢院修撰，轉任春長府知府（今南定省春長縣），又任內閣侍讀，以文學政事受賞識，遷任承天府府丞，不久任承天府尹。嗣德二十六年（1873年），安業率法國軍隊入侵北圻，攻破河內。嗣德帝派遣阮仲合、陳廷肅、張嘉會前往河內求和。因而升任河內巡撫。不久轉任南定巡撫。嗣德三十三年（1880年），上疏請求擔任如西副使，嗣德帝不許。該年冬，改任吏部左參知兼管理商舶大臣。嗣德三十六年（1883年），阮仲合任吏部尚書。該年法國再度出兵北圻，陳兵香江口，兵臨順化城下，要求與越南定約。陳廷肅與阮仲合分別被協和帝任命為正副使，與法國簽訂《第一次順化條約》。
建福元年（1884年），阮仲合權署理山興宣總督，大力剿滅草匪。咸宜元年（1885年），升侍郎銜，仍署理山興宣總督。五月，咸宜帝出京抗法，阮仲合與阮有度、潘廷評向法國帥府商議。八月，同慶帝立，北圻經略大使阮有度回京。阮仲合代理經略使一職，署協佐大學士，前去鎮壓支持咸宜帝的文紳起義軍。阮仲合沒能成功鎮壓起義，最終由黃高啟平定。同慶二年（1887年），升為吏部尚書，兼任國史館總裁、機密院大臣。同慶三年（1888年），擢署文明殿大學士。成泰帝繼位後，被任命為輔政大臣，與張光憻、阮福綿寊一起執掌朝政。
成泰元年（1889年），潘廷逢在中圻起兵反抗法國的殖民統治，朝廷屢次鎮壓都沒能成功。阮仲合舉薦平定總督阮紳為欽命節制軍務，前往鎮壓，最終阮紳成功鎮壓了這次起義。成泰三年（1891年），受封永忠子（越南语：／）。成泰九年（1897年），阮仲合辭官退隱，加太子太保銜，其輔政大臣之職由阮紳繼任。成泰帝要求省臣每月要向阮仲合問安一次。成泰十四年（1902年）夏，阮仲合因病逝世，壽六十九歲。成泰帝追授勤政殿大學士。

## 著作
阮仲合著有《金江詩文全集》、《西楂詩集》行世。

## 子女
阮仲合有二子：
- 阮維𤫉，成泰三年舉人，任山西按察使
- 阮維璊，成泰十二年舉人，授主事

## 图片

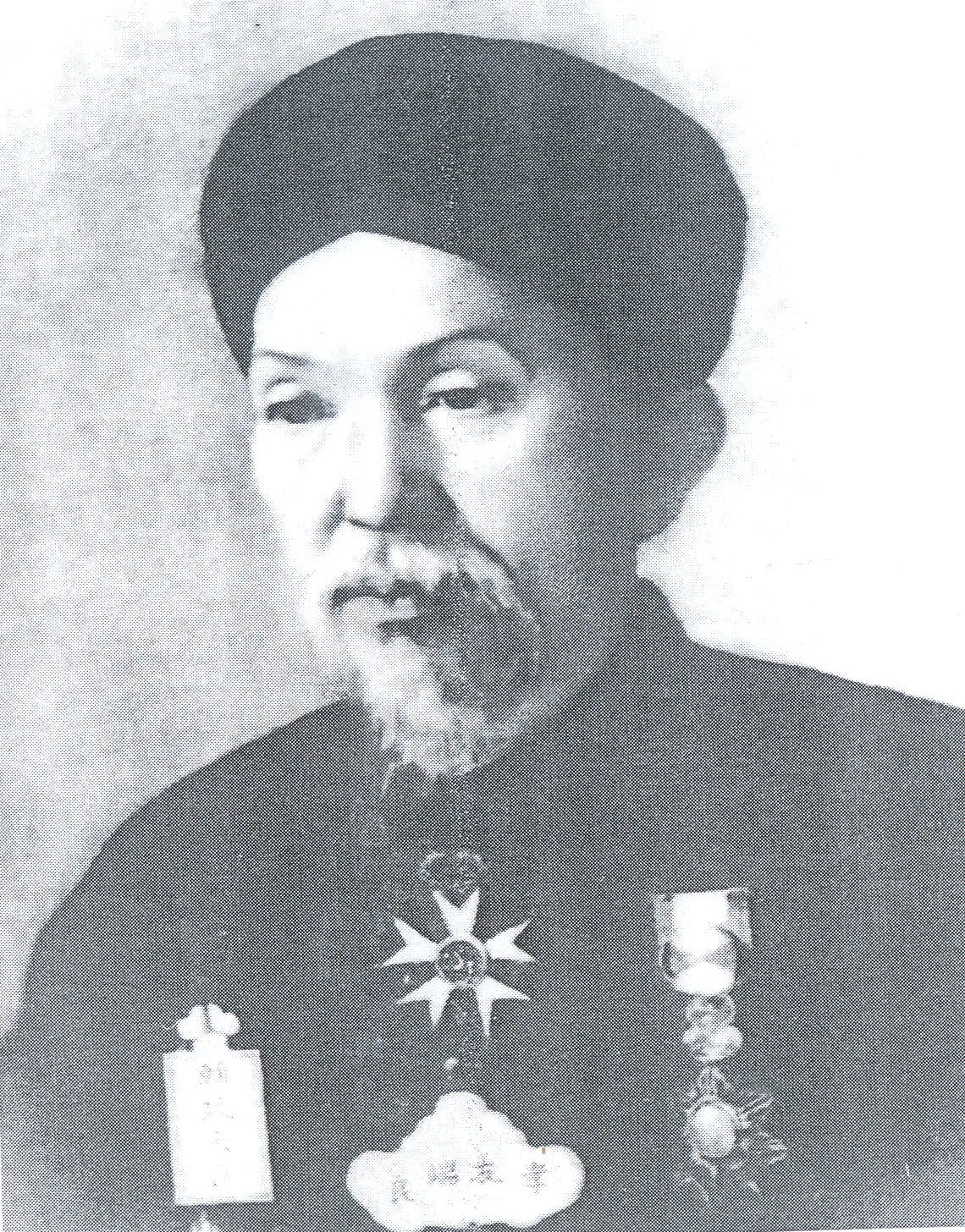
1897年正主考阮仲合
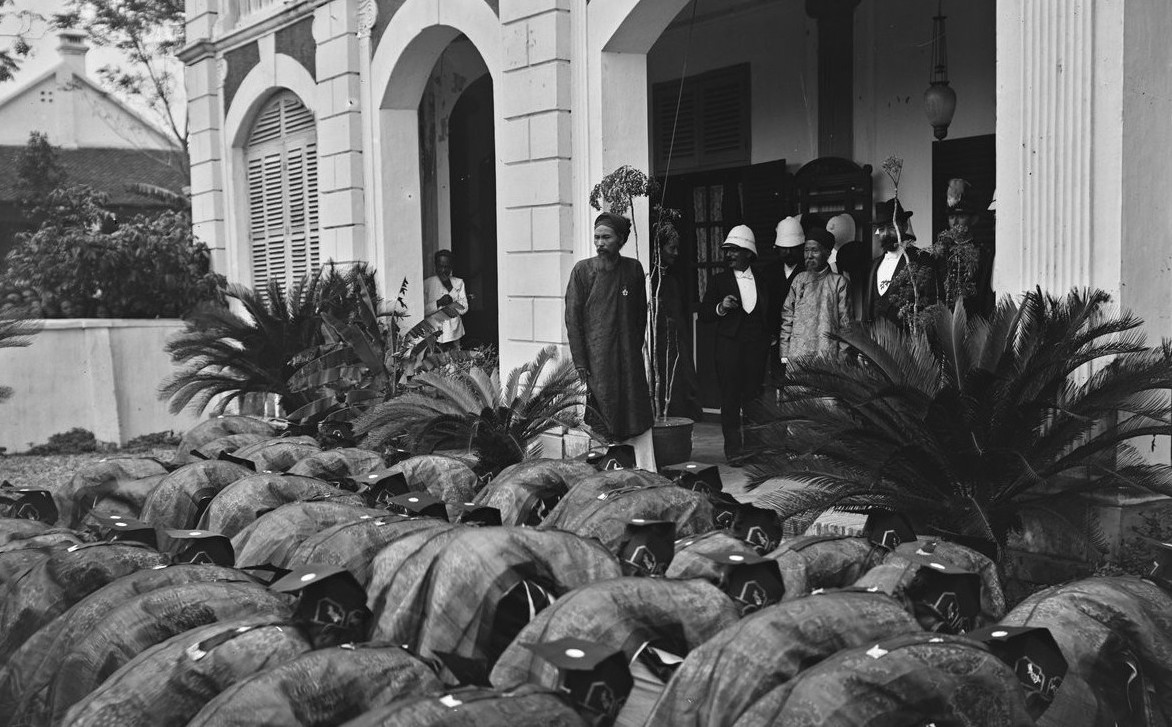
1897年南定省鄉試
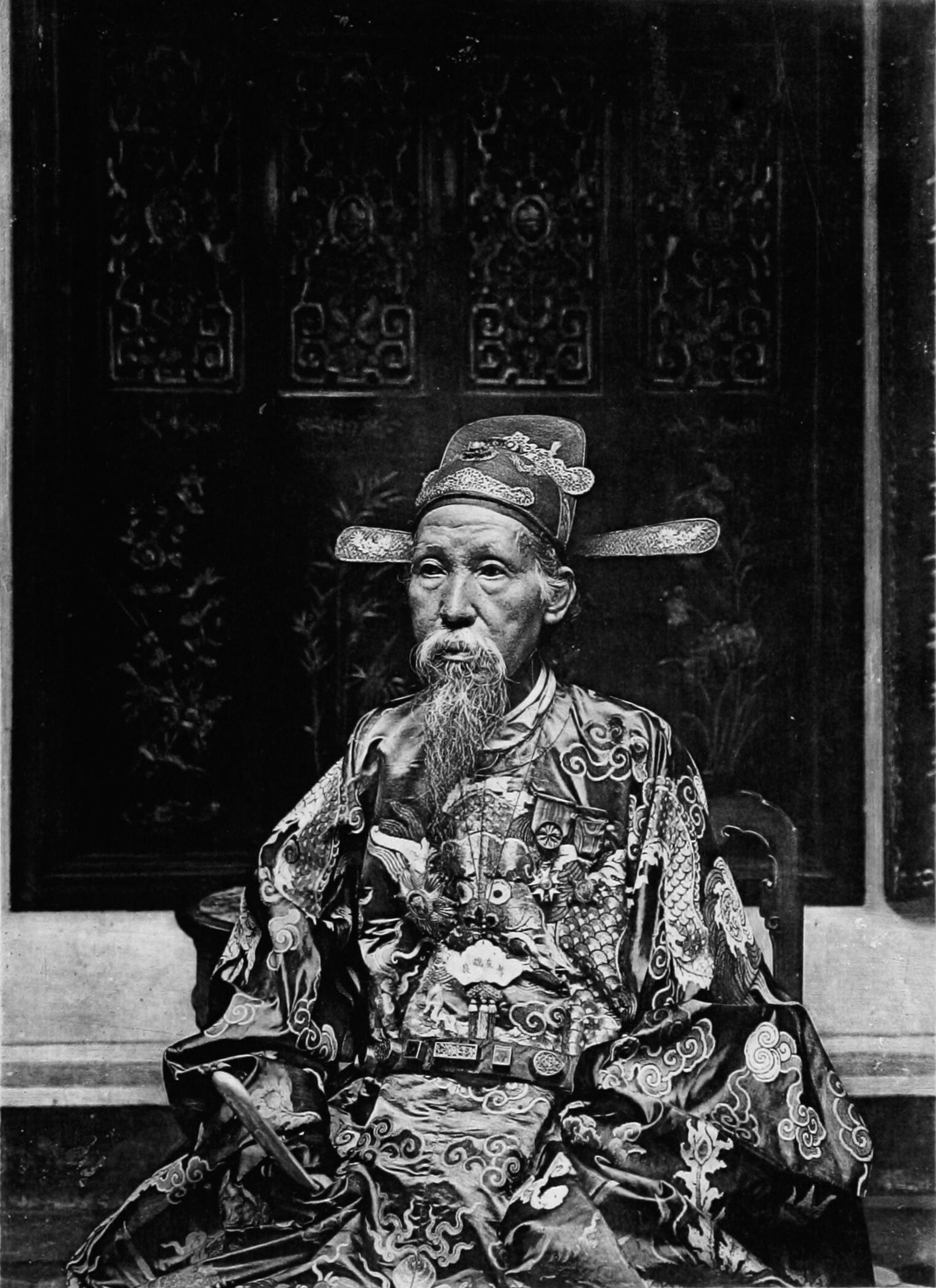
1902年致仕的阮仲合